# Handball-Gauliga Mittelrhein
Die Handball-Gauliga Mittelrhein (ab 1939: Handball-Bereichsklasse Mittelrhein) war eine der obersten deutschen Feldhandball-Ligen in der Zeit des Nationalsozialismus. Sie bestand von 1933 bis 1941.

## Geschichte
Vorgänger der Handball-Gauliga Mittelrhein war die Westdeutsche Feldhandball-Meisterschaft, welche vom Westdeutschen Spiel-Verband (WSV) ausgetragen wurde und dessen Sieger sich für die von der Deutsche Sportbehörde für Leichtathletik organisierte Deutsche Feldhandballmeisterschaft qualifizierte. Im Zuge der Gleichschaltung wurde der WSV und die anderen regionalen Feldhandball-Verbände in Deutschland wenige Monate nach der Machtübernahme der Nationalsozialisten im Jahre 1933 aufgelöst. An deren Stelle traten anfangs 16 Handball-Gauligen, deren Sieger sich für die nun vom Nationalsozialistischen Reichsbund für Leibesübungen organisierte Deutsche Feldhandballmeisterschaft qualifizierten. Das Verbandsgebiet des WSV wurde dabei aufgeteilt, Vereine aus dem Gebiet Mittelrhein (Gebiet um Koblenz, Köln und Trier) spielten fortan in der gleichnamigen Gauliga.
Die Feldhandball-Gauliga Mittelrhein startete 1933 mit zwei Staffeln zu je acht Mannschaften. Zur kommenden Spielzeit wurde der Spielbetrieb auf eine Gruppe mit zehn Teilnehmern verkleinert. 1936/37 wurde das Gebiet um Aachen vom Sportgau Niederrhein in den Bereich Mittelrhein umgeordnet. Kriegsbedingt gab es in der Spielzeit 1939/40 erneut zwei Staffeln. Insgesamt sieben Mannschaften konnten die Gaumeisterschaft im Verlauf des Bestehens gewinnen, wobei es nur dem VfB 08 Aachen gelang, diese mehr als einmal zu gewinnen. Bei den Deutschen Feldhandballmeisterschaften waren die Vertreter Mittelrheins jedoch chancenlos und schieden regelmäßig in den ersten Runden aus.
1941 wurde der Sportbereich Mittelrhein kriegsbedingt aufgelöst und die Vereine den neuen, kleineren Gauligen Köln-Aachen und Moselland zugeteilt.

## Meister der Handball-Gauliga Mittelrhein 1934–1941
| Saison  | Meister Gauliga Mittelrhein | Abschneiden deutsche Meisterschaft | Deutscher Meister     |
| ------- | --------------------------- | ---------------------------------- | --------------------- |
| 1933/34 | TV 1875 Algenrodt           | Vorrunde                           | Polizei SV Darmstadt  |
| 1934/35 | TV Siegburg-Mülldorf        | Gruppendritter Gruppe 3            | Polizei SV Magdeburg  |
| 1935/36 | Tvgg 07/11 Obermendig       | Gruppenvierter Gruppe 3            | MSV Hindenburg Minden |
| 1936/37 | MSV Koblenz                 | Gruppenvierter Gruppe 4            | MTSA Leipzig          |
| 1937/38 | VfB 08 Aachen               | Gruppenvierter Gruppe 3            | MTSA Leipzig          |
| 1938/39 | VfB 08 Aachen               | Gruppenzweiter Gruppe 2            | MTSA Leipzig          |
| 1939/40 | Alemannia Aachen            | Zwischenrunde                      | Lintforter SpV        |
| 1940/41 | TK Köln-Nippes              | Ausscheidungsrunde                 | SV Polizei Hamburg    |

## Rekordmeister
Rekordmeister der Gauliga Mittelrhein ist der VfB 08 Aachen, der die Meisterschaft insgesamt zwei Mal gewinnen konnte.
|  | Verein                | Titel | Jahr       |
|  | --------------------- | ----- | ---------- |
|  | VfB 08 Aachen         | 2     | 1938, 1939 |
|  | TV 1875 Algenrodt     | 1     | 1934       |
|  | TV Siegburg-Mülldorf  | 1     | 1935       |
|  | Tvgg 07/11 Obermendig | 1     | 1936       |
|  | MSV Koblenz           | 1     | 1937       |
|  | Alemannia Aachen      | 1     | 1940       |
|  | TK Köln-Nippes        | 1     | 1941       |

## Tabellen

### 1933/34
| Pl. | Verein               | Sp. | Tore  | Punkte |
| --- | -------------------- | --- | ----- | ------ |
| 1.  | Mülheimer SV 06      | 14  | 93:57 | 22–60  |
| 2.  | TV Siegburg-Mülldorf | 14  | 97:55 | 20–80  |
| 3.  | VfR Köln 04 rrh.     | 13  | 65:81 | 14–12  |
| 4.  | TV Kalk 1874         | 13  | 81:85 | 14–12  |
| 5.  | TV 1861 Gummersbach  | 14  | 77:89 | 12–16  |
| 6.  | Polizei SV Köln      | 12  | 44:52 | 10–14  |
| 7.  | Akademischer SV Köln | 12  | 75:88 | 08–16  |
| 8.  | Kölner BC 01         | 14  | 56:84 | 06–22  |

| Pl. | Verein                 | Sp. | Punkte |
| --- | ---------------------- | --- | ------ |
| 1.  | TV 1875 Algenrodt      | 14  | 28–00  |
| 2.  | TV 05 Mülheim          | 09  | 12–60  |
| 3.  | SV Westmark Trier 05   | 08  | 11–50  |
| 4.  | TV Urmitz 1913         | 11  | 11–11  |
| 5.  | SG Eintracht Kreuznach | 09  | 07–11  |
| 6.  | TV Tiefenstein         | 09  | 07–11  |
| 7.  | SSV Mülheim            | 06  | 03–90  |
| 8.  | Post SV Trier          | 08  | 01–15  |

| Legende |                      |
|         | Qualifikation Finale |
|         | Absteiger            |

Finale
|                                                 | Gesamt |                                      | Hinspiel | Rückspiel | 3. Spiel |
| ----------------------------------------------- | ------ | ------------------------------------ | -------- | --------- | -------- |
| TV 1875 Algenrodt (Staffelsieger Koblenz/Trier) | 25:17  | Mülheimer SV 06 (Staffelsieger Köln) | 2:2      | 9:9       | 14:6     |

### 1934/35
| Pl. | Verein                    | Sp. | Punkte |
| --- | ------------------------- | --- | ------ |
| 1.  | TV Siegburg-Mülldorf      | 18  | 30–60  |
| 2.  | Mülheimer SV 06           | 17  | 22–12  |
| 3.  | TuS Niederpleis a (N)     | 18  | 21–15  |
| 4.  | TVgg 07/11 Obermendig (N) | 16  | 20–12  |
| 5.  | TV 1875 Algenrodt a (M)   | 17  | 16–18  |
| 6.  | TV Kalk 1874              | 18  | 15–21  |
| 7.  | TuS 05/21 Mülheim         | 18  | 14–22  |
| 8.  | VfR Köln 04 rrh.          | 18  | 13–23  |
| 9.  | TV 1861 Gummersbach       | 18  | 13–23  |
| 10. | ASV Köln (N)              | 14  | 08–20  |

| Legende |                                                           |
|         | Qualifikation Deutsche Feldhandball-Meisterschaft 1934/35 |
|         | Absteiger                                                 |
| (M)     | Titelverteidiger                                          |
| (N)     | Aufsteiger                                                |

### 1935/36
| Pl. | Verein                   | Sp.           | Tore          | Punkte        |
| --- | ------------------------ | ------------- | ------------- | ------------- |
| 1.  | TVgg 07/11 Obermendig    | 14            | 089:570       | 25–30         |
| 2.  | Mülheimer SV 06          | 14            | 104:780       | 21–70         |
| 3.  | TV Siegburg-Mülldorf (M) | 14            | 096:700       | 20–80         |
| 4.  | TV 1861 Gummersbach      | 14            | 079:670       | 12–16         |
| 5.  | TV Kalk 1874             | 14            | 068:880       | 10–18         |
| 6.  | Polizei SV Koblenz (N)   | 14            | 066:840       | 09–19         |
| 7.  | TV Ehrenfeld 1879 (N)    | 14            | 079:104       | 08–20         |
| 8.  | VfR Köln 04 rrh.         | 14            | 065:980       | 07–21         |
| 9.  | TuS 05/21 Mülheim        | zurückgezogen | zurückgezogen | zurückgezogen |
| 10. | ASV Köln                 | zurückgezogen | zurückgezogen | zurückgezogen |

| Legende |                                                           |
|         | Qualifikation Deutsche Feldhandball-Meisterschaft 1935/36 |
|         | Absteiger                                                 |
| (M)     | Titelverteidiger                                          |
| (N)     | Aufsteiger                                                |

### 1936/37
| Pl. | Verein                    | Sp. | Tore    | Punkte |
| --- | ------------------------- | --- | ------- | ------ |
| 1.  | MSV Koblenz b             | 20  | 190:960 | 35–50  |
| 2.  | VfB 08 Aachen c           | 20  | 133:640 | 34–60  |
| 3.  | Mülheimer SV 06           | 20  | 165:104 | 34–60  |
| 4.  | Alemannia Aachen c        | 20  | 167:133 | 23–17  |
| 5.  | TV Siegburg-Mülldorf      | 19  | 122:111 | 22–16  |
| 6.  | TV 1861 Gummersbach       | 20  | 140:165 | 18–22  |
| 7.  | TV Kalk 1874              | 20  | 112:141 | 15–25  |
| 8.  | TVgg 07/11 Obermendig (M) | 20  | 121:146 | 12–28  |
| 9.  | TV Niederseßmar 1891 (N)  | 19  | 082:131 | 11–27  |
| 10. | TV Rieden 1913 (N)        | 20  | 129:188 | 09–31  |
| 11. | TV Ehrenfeld 1879         | 20  | 108:190 | 05–35  |

| Legende |                                                           |
|         | Qualifikation Deutsche Feldhandball-Meisterschaft 1936/37 |
|         | Absteiger                                                 |
| (M)     | Titelverteidiger                                          |
| (N)     | Aufsteiger                                                |

### 1937/38
| Pl. | Verein                      | Sp. | Tore    | Punkte |
| --- | --------------------------- | --- | ------- | ------ |
| 1.  | VfB 08 Aachen               | 18  | 142:730 | 35–10  |
| 2.  | Alemannia Aachen            | 18  | 143:810 | 31–50  |
| 3.  | MSV Koblenz (M)             | 16  | 101:830 | 22–10  |
| 4.  | Mülheimer SV 06             | 17  | 125:950 | 19–15  |
| 5.  | TVgg 07/11 Obermendig       | 18  | 105:122 | 15–21  |
| 6.  | Burtscheider Turnverein (N) | 18  | 093:122 | 14–22  |
| 7.  | HSV Bocklemünd (N)          | 18  | 110:123 | 13–23  |
| 8.  | VfL Gummersbach             | 18  | 120:146 | 13–23  |
| 9.  | TV Siegburg-Mülldorf        | 18  | 089:108 | 11–25  |
| 10. | TV Kalk 1874                | 17  | 068:143 | 03–31  |

| Legende |                                                           |
|         | Qualifikation Deutsche Feldhandball-Meisterschaft 1937/38 |
|         | Absteiger                                                 |
| (M)     | Titelverteidiger                                          |
| (N)     | Aufsteiger                                                |

### 1938/39
| Pl. | Verein                  | Sp.           | Tore          | Punkte        |
| --- | ----------------------- | ------------- | ------------- | ------------- |
| 1.  | VfB 08 Aachen (M)       | 14            | 101:610       | 22–60         |
| 2.  | Mülheimer SV 06         | 14            | 093:740       | 21–70         |
| 3.  | HSV Bocklemünd          | 14            | 091:700       | 20–80         |
| 4.  | Alemannia Aachen        | 14            | 091:730       | 18–10         |
| 5.  | TK Köln-Nippes (N)      | 14            | 088:108       | 15–13         |
| 6.  | Burtscheider Turnverein | 14            | 071:100       | 08–20         |
| 7.  | MSV Koblenz             | 14            | 073:880       | 04–24         |
| 8.  | TVgg 07/11 Obermendig   | 14            | 051:850       | 04–24         |
| 9.  | Polizei SV Köln (N)     | zurückgezogen | zurückgezogen | zurückgezogen |
| 10. | VfL Gummersbach         | zurückgezogen | zurückgezogen | zurückgezogen |

| Legende |                                                           |
|         | Qualifikation Deutsche Feldhandball-Meisterschaft 1938/39 |
|         | Absteiger                                                 |
| (M)     | Titelverteidiger                                          |
| (N)     | Aufsteiger                                                |

### 1939/40
| Pl. | Verein                             | Sp. | Tore  | Punkte |
| --- | ---------------------------------- | --- | ----- | ------ |
| 1.  | Alemannia Aachen                   | 8   | 85:28 | 14–20  |
| 2.  | VfL Teutonia 1919 Broichweiden (N) | 8   | 20:36 | 11–50  |
| 3.  | VfB 08 Aachen (M)                  | 8   | 35:22 | 10–60  |
| 4.  | SS-SG Gestapo Aachen (N)           | 8   | 58:46 | 10–60  |
| 5.  | Burtscheider Turnverein            | 8   | 32:40 | 07–90  |
| 6.  | Post SV Aachen (N)                 | 8   | 21:41 | 06–10  |
| 7.  | SG Grün-Weiß Eschweiler (N)        | 7   | 20:20 | 05–90  |
| 8.  | Aachener TG (N)                    | 8   | 35:52 | 04–12  |
| 9.  | Turngesellschaft Aachen (N)        | 7   | 14:35 | 03–11  |

| Pl. | Verein              | Sp. | Tore  | Punkte |
| --- | ------------------- | --- | ----- | ------ |
| 1.  | TK Köln-Nippes      | 7   | 81:28 | 14–00  |
| 2.  | Mülheimer SV 06     | 7   | 30:21 | 10–40  |
| 3.  | HSV Bocklemünd      | 7   | 36:31 | 09–50  |
| 4.  | Polizei SV Köln     | 7   | 35:43 | 07–70  |
| 5.  | TV Jahn Wahn (N)    | 6   | 32:28 | 06–60  |
| 6.  | VfL Köln 1899 (N)   | 7   | 30:64 | 03–11  |
| 7.  | TG Mülheim 1879 (N) | 6   | 22:36 | 03–90  |
| 8.  | SSV Vingst 05 (N)   | 7   | 23:38 | 02–12  |

| Legende |                      |
|         | Qualifikation Finale |
|         | Absteiger            |
| (M)     | Titelverteidiger     |
| (N)     | Aufsteiger           |

Finale
|                                        | Gesamt |                                         | Hinspiel | Rückspiel | 3. Spiel |
| -------------------------------------- | ------ | --------------------------------------- | -------- | --------- | -------- |
| TK Köln-Nippes 03 (Staffelsieger Köln) | 21:29  | Alemannia Aachen (Staffelsieger Aachen) | 8:9      | 9:6       | 4:14     |

### 1940/41
| Pl. | Verein                   | Sp. | Tore   | Punkte |
| --- | ------------------------ | --- | ------ | ------ |
| 1.  | VfB 08 Aachen            | 14  | 103:46 | 26–20  |
| 2.  | Alemannia Aachen         | 14  | 128:51 | 22–60  |
| 3.  | SG Grün-Weiß Eschweiler  | 14  | 58:53  | 18–10  |
| 4.  | FC Teutonia Weiden (N)   | 14  | 89:67  | 14–14  |
| 5.  | Post SV Aachen           | 14  | 55:63  | 14–14  |
| 6.  | Aachener TG              | 14  | 54:89  | 10–18  |
| 7.  | Burtscheider Turnverein  | 14  | 50:92  | 07–21  |
| 8.  | Reichsbahn SG Jülich (N) | 14  | 27:104 | 01–27  |

| Pl. | Verein            | Sp. | Tore | Punkte |
| --- | ----------------- | --- | ---- | ------ |
| 1.  | TK Köln-Nippes    | ?   | ?    | ?      |
| 2.  | HSV Bocklemünd    | ?   | ?    | ?      |
| ?   | Mülheimer SV 06   | ?   | ?    | ?      |
| ?   | Polizei SV Köln   | ?   | ?    | ?      |
| ?   | TV Jahn Wahn      | ?   | ?    | ?      |
| ?   | VfL Köln 1899     | ?   | ?    | ?      |
| ?   | SSV Vingst 05     | ?   | ?    | ?      |
| ?   | Viktoria Köln (N) | ?   | ?    | ?      |

Zurzeit ist nur die Abschlusstabelle Staffel I, Platz 1 und 2 sowie die weiteren teilnehmenden Mannschaften der Staffel II bekannt.
Finale
|                                      | Gesamt |                                        | Hinspiel | Rückspiel |
| ------------------------------------ | ------ | -------------------------------------- | -------- | --------- |
| VfB 08 Aachen (Staffelsieger Aachen) | 8:14   | TK Köln-Nippes 03 (Staffelsieger Köln) | 5:6      | 3:8       |